# Харпер, Райн
Райн Ричард Харпер (англ. Ryne Richard Harper, 27 марта 1989, Кларксвилл, Теннесси) — американский бейсболист, питчер клуба Главной лиги бейсбола «Вашингтон Нэшионалс».

## Карьера
Райн Харпер родился 27 марта 1989 года в Кларксвилле, Теннесси. Старшую школу он окончил в родном городе в 2006 году. Во время учёбы он играл за бейсбольную команду на позициях питчера и шортстопа. С 2007 по 2010 год он учился в университете имени Остина Пи. В каждом из четырёх сезонов Райн включался в список лучших игроков комиссара конференции Огайо-Вэлли. В 2011 году на драфте МЛБ Харпер был выбран клубом «Атланта Брэйвз» в тридцать седьмом раунде.
C 2013 по 2015 год Райн играл в AA-лиге в составе «Миссисипи Брэйвз», демонстрируя хороший уровень игры. Он не смог продвинуться в системе «Атланты» выше этого уровня и в декабре 2015 года был обменян в «Сиэтл Маринерс». Сезон 2016 года Харпер также провёл в AA-лиге в клубе «Джексон Дженералс». В 2017 году руководство «Маринерс» перевело его в состав «Такомы» — команды самого высокого уровня фарм-системы. Райн отыграл за клуб девятнадцать иннингов с пропускаемостью ERA 1,89 и соотношением страйкаутов к уокам (K/BB) 24/9. В конце мая тренерский штаб «Сиэтла» впервые вызвал его в основной состав команды. Харпер провёл в расположении команды несколько дней и возможности выйти на поле не получил. После возвращения в строй травмированного Джеймса Пэкстона он снова был переведён в «Такому».
Перед началом сезона 2018 года Харпер подписал контракт с «Миннесотой». Сезон он провёл в составе двух клубов младших лиг «Чаттануга Лукаутс» и «Рочестер Ред Уингс». В тридцати восьми играх Райн провёл на поле шестьдесят пять иннингов, одержал одну победу при пяти поражениях и сделал шесть сейвов. В середине чемпионата он был включён в сборную звёзд Южной лиги. В ноябре Райн подписал с «Твинс» новый контракт на сезон 2019 года.
Тридцать первого марта 2019 года Харпер дебютировал в Главной лиге бейсбола, отыграв один иннинг в победном матче против «Кливленд Индианс». Он принял участие в 61 матче регулярного чемпионата с показателем пропускаемости 3,81. В январе 2020 года «Твинс» вывели Харпера из состава, чтобы освободить место для Джоша Дональдсона. Двадцать девятого января клуб обменял его в «Вашингтон Нэшионалс» на питчера Хантера Макмена.